# Eir (azienda)
Eir, precedentemente Eircom, è un'azienda irlandese di telecomunicazioni, che offre servizi di telefonia fissa, telefonia mobile, telefonia pubblica, telefonia IP, Internet e televisione via cavo (in tecnologia IPTV).
L'azienda è inoltre preposta alla gestione, realizzazione e distribuzione degli elenchi telefonici e della relativa versione on-line.

## Storia

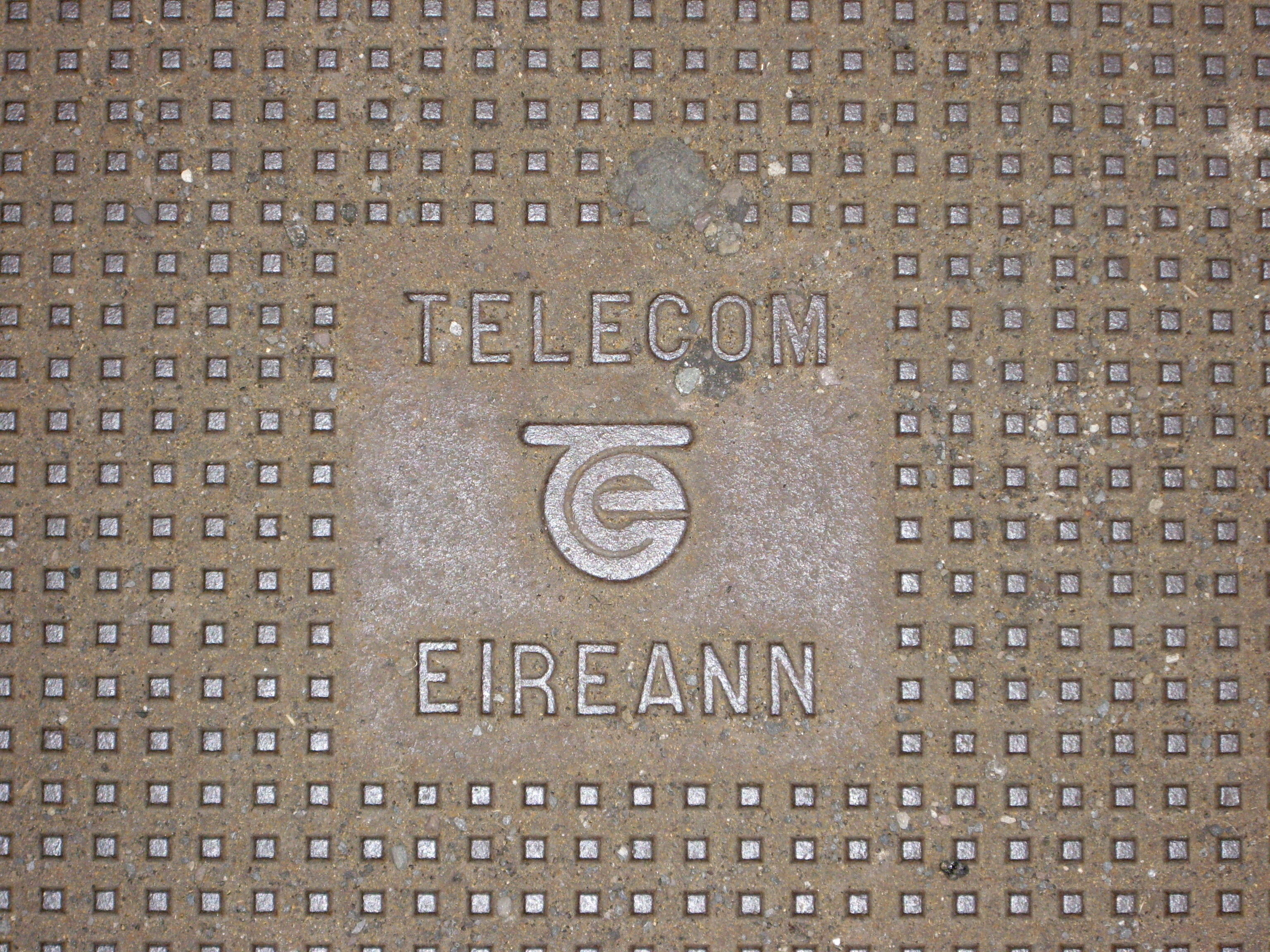
Chiusino di un pozzetto per il servizio telefonico, risalente alla precedente rete Telecom Éireann

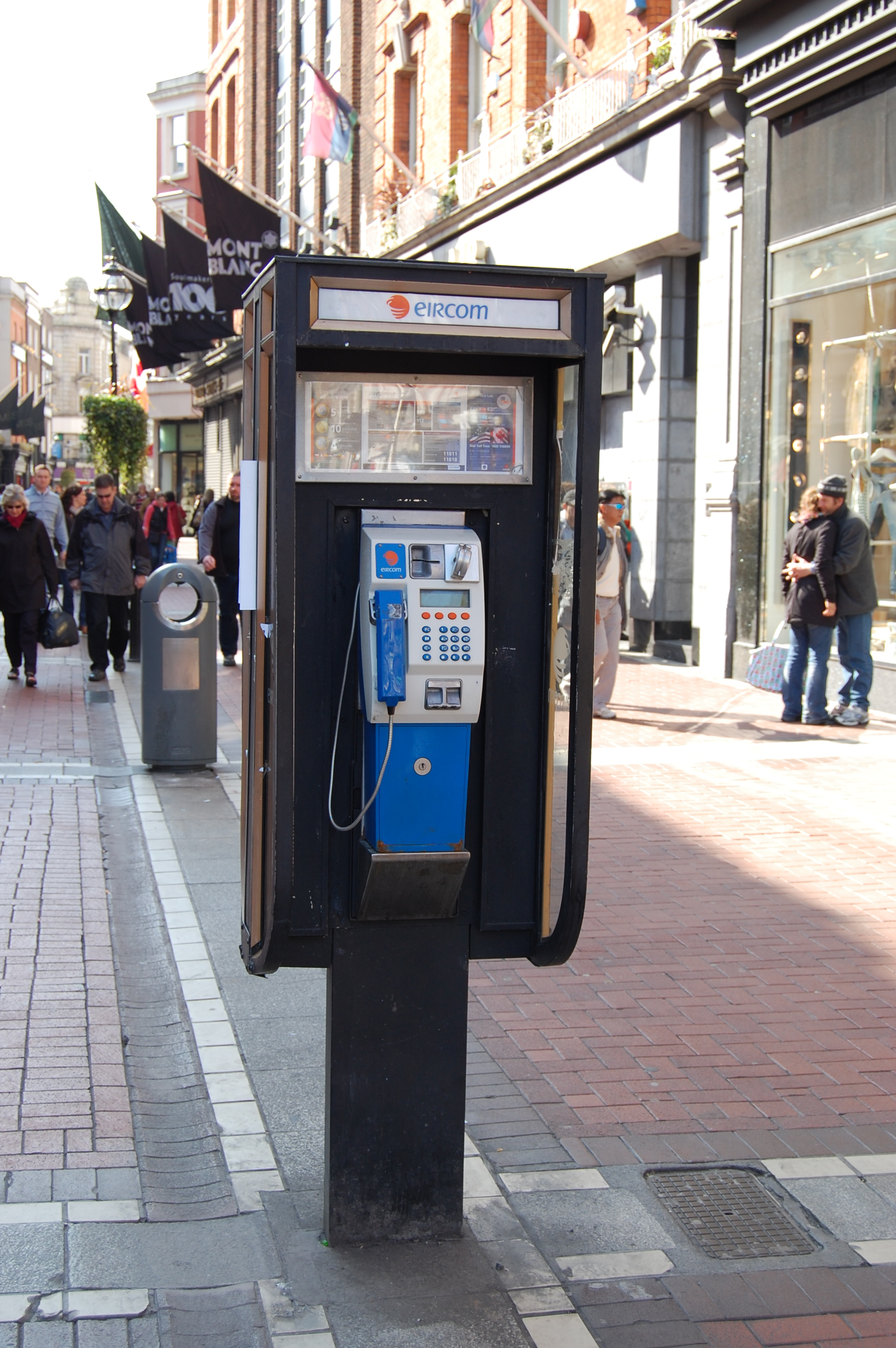
Cabina telefonica con vecchio logo Eircom, in Grafton Street a Dublino

La società fu costituita nel 1984 con la scissione del Department of Posts and Telegraphs in due società statali distinte: la compagnia telefonica, formalmente Bord Telecom Éireann, ma nota semplicemente come Telecom Éireann e quella per il servizio postale, An Post; una misura volta al contenimento del personale unitamente alla modernizzazione delle infrastrutture. Il conseguente processo di digitalizzazione portò, verso la fine degli anni ottanta, all'introduzione delle smart card nelle cabine telefoniche e nei telefoni a pagamento dell'intero Paese; la CallCard di Telecom Éireann fu, difatti, una delle prime schede telefoniche basate su chip.
Sulla scia dell'innovazione, nel 1986 fu creata la compagnia di telefonia mobile Eircell, mentre nel 1997 fu la volta dell'ISP Telecom Internet, conosciuto anche come Tinet. Nel 1999, a seguito della privatizzazione, Telecom Éireann venne rinominata Eircom.
Sebbene le leggi dell'UE richiedessero da tempo la liberalizzazione del mercato delle telecomunicazioni, aprendolo alla concorrenza; l'Irlanda ottenne una deroga sino al 2003. Il processo di privatizzazione di Telecom Éireann, iniziato nel 1995, fu lungo e controverso, nonché oggetto di critiche e discussioni; la dismissione completa della partecipazione statale addivenne, infatti, soltanto nel luglio 1999.
Nella giornata dell'8 luglio 1999, Eircom Plc venne quotata alla Borsa di Dublino, alla Borsa di Londra e alla Borsa di New York.
Nel 2001, l'operatore di telefonia mobile Eircell fu ceduto a Vodafone; purtuttavia, Eircom rientrò nel mercato quattro anni più tardi, rilevando l'operatore Meteor (oggi Eir Mobile) per 420 milioni di euro.
Nel maggio 2013, Phonewatch, nota precedentemente come Eircom Phonewatch, filiale di Eir che forniva sistemi di videosorveglianza domestica, sistemi antifurto, allarmi antincendio, sistemi TVCC e dispositivi di telesoccorso, viene venduta alla Sector Alarm di Oslo.
Nel settembre 2018, Eir ha annunciato la fine dell'implementazione della rete fissa in rame, predisponendo un piano da un miliardo di euro, in un arco di tempo di cinque anni, per la sostituzione con le nuove linee in fibra ottica in tutto il Paese; ha inoltre prospettando la ventura rimozione – e conseguente dismissione – dei collegamenti in rame in Irlanda.
L'azienda è nella fase finale di posa della fibra ottica nelle zone rurali del Paese e sta altresì ultimando la sostituzione nelle città e nelle aree urbane, grazie ad un piano di aggiornamento alla fibra ottica per ulteriori 1,4 milioni di abitazioni e aziende. Negli ultimi sei anni, infatti, il numero delle utenze attive, in ambito domestico, con linea fissa in rame è sceso a 654.000.

## Assetto organizzativo
Eir Mobile
Operatore di telefonia mobile e uno dei tre operatori irlandesi possessori della rete (MNO) e primo fornitore di servizi Internet (ISP) del Paese, con una quota di mercato del 32%.
Eir Business Ireland
Divisione a cui fanno capo le attività e servizi per le PMI, le grandi aziende e la pubblica amministrazione nella Repubblica d'Irlanda.
Eir Business NI
Divisione con sede a Belfast, gestisce le attività e servizi per le PMI, le grandi aziende e la pubblica amministrazione nell'Irlanda del Nord.
Eir Sport
Eir Sport, formalmente Eircom Sport Limited, è la sussidiaria di Eir che gestisce un gruppo di canali televisivi sportivi. La società entrò a far parte del Gruppo Eir nel mese di dicembre del 2015, allorquando Eir acquisì la filiale irlandese di Setanta Sports, rinominata in seguito Eir Sport il 5 luglio del 2016.
Open Eir
In seno a Eir si trova inoltre la National Directory Information Unit (NDIU), a cui compete la gestione, la realizzazione e la distribuzione degli elenchi telefonici nazionali unitamente alla correlativa versione on-line. Eir agisce per conto della Commissione per il regolamento delle comunicazioni ComReg, l'equivalente irlandese dell'AGCOM; pertanto, a prescindere che i recapiti presenti e le utenze, siano servite da Eir o da uno degli operatori concorrenti, l'azienda ha l'obbligo di rendere disponibile un unico database nazionale National Directory Database (NDD) e l'Universal White Pages (UWP) ossia il servizio nazionale delle Pagine bianche.
Television
Divisione afferente al settore televisivo; Eir nel 2013 ha lanciato Eir Vision servizio TV combinato con il servizio fibra ottica Eir Fiber.

## GoMo
GoMo è un operatore virtuale di rete mobile irlandese, posseduto da Eir e lanciato il 15 ottobre 2019; al mese di giugno 2020 registra oltre 200 000 linee attive. L'operatore è sprovvisto di negozi fisici e non dispone del consueto servizio clienti via telefono, in quanto prevede l'intera assistenza tramite canali online e social media.